# Błękitny anioł
Błękitny anioł (Der blaue Engel) – niemiecki film z 1930 roku w reżyserii Josefa von Sternberga.

## O filmie
Błękitny anioł (znany też jako Niebieski motyl) został nakręcony na przełomie 1929 i 1930 roku. Był pierwszym z sześciu wspólnych filmów Marleny Dietrich i von Sternberga. Aktorkę obsadzono w nim, gdy reżyser obejrzał jej rolę w sztuce Zwei Krawatten. W produkcji powstały dwie wersje filmu: niemiecka i angielska. Obraz uznaje się za pierwszy duży film dźwiękowy wyprodukowany w Niemczech. Była to również pierwsza znacząca rola Marleny Dietrich.
Początkowo spodziewano się, że gwiazdą filmu będzie Emil Jannings (wówczas aktor z wieloma cenionymi rolami), jednakże całkowicie przyćmiła go kreacja Dietrich. Ujawniało się to już w trakcie produkcji filmu, co miało znacznie frustrować zasłużonego artystę. Podczas kręcenia sceny, w której bohater dusi Lolę, aktor podobno istotnie posunął się do przesadnej przemocy. Niemiecka premiera filmu odbyła się 1 kwietnia 1930, natomiast w USA film zadebiutował 5 grudnia tego samego roku. Błękitny anioł okazał się wielkim sukcesem i został ogłoszony sensacją.
Film uznawany jest za jeden z najważniejszych i najbardziej kultowych w dziejach kina. Trzy wykonywane w nim piosenki napisane przez Friedricha Hollaendera, a wykonane przez Marlenę Dietrich, stały się szlagierami – zwłaszcza „Ich bin von Kopf bis Fuß auf Liebe eingestellt” (pol. „Ja tylko kochać chcę, i więcej nic...”), sztandarowy przebój artystki. Wizerunek i poza Dietrich wykonującej ten utwór w filmie zyskały miano ikonicznego. Dzięki tej roli aktorka wkrótce stała się w Niemczech jedną z najpopularniejszych gwiazd ekranu. Jeszcze w dniu niemieckiej premiery Błękitnego anioła Dietrich udała się jednak do Stanów Zjednoczonych, by rozpocząć tam nowy etap swej kariery.

## Fabuła
Scenariusz filmu oparto na motywach powieści Profesor Unrat Henryka Manna z 1905 r. Przedstawia on tragiczną historię nauczyciela gimnazjum (Emil Jannings), który doprowadza się do upadku w wyniku fascynacji tanią piosenkarką kabaretową o pseudonimie Lola Lola (Marlena Dietrich).
Profesor Rath surowo traktuje swych uczniów pozostających pod urokiem frywolnej Loli, występującej w miejscowym kabarecie „Błękitny Anioł”. Pewnego wieczoru udaje się tam w zamiarze zaskoczenia ich dla przykładnego ukarania. Przypadek jednak sprawia, że poznaje Lolę osobiście i natychmiast również ulega jej urokowi, a następnie, odsuwając innych adoratorów, nawiązuje z nią romans. Stając się przedmiotem drwin własnych uczniów i obiektem krytyki miejscowych obywateli, zrywa z dotychczasowym przykładnym życiem i rezygnuje nawet z posady szanowanego nauczyciela. Wkrótce poślubia frywolną piosenkarkę i na dobre przystaje do wędrownej trupy sztukmistrza Kieperta. Kiedy kończą się jego oszczędności, zmuszony jest w niej pracować jako żałosny klaun, budzący politowanie i kpiny.
Po kilku latach, kiedy niedobrany związek traci wszelką atrakcyjność, a w Loli narasta lekceważenie i niechęć do męża, przypadkowo pojawia się przy niej przystojny Hans Mazeppa. Dla piosenkarki, znudzonej śmiesznym i podstarzałym mężem, jest to obiecująca znajomość. Nawiązuje kolejny romans, lecz gdy Rath podczas występów zaskakuje ją w objęciach siłacza, wpada w szał i próbuje ją zabić, wywołując w teatrzyku skandal. Ostatecznie powstrzymany przez innych, zostaje poniżająco spętany w kaftan bezpieczeństwa.
Wkrótce uwolniony, udaje się do swej dawnej szkoły i w klasie, w której kiedyś pracował, wczepiony w katedrę, umiera tam w poniżeniu i samotności.

## Obsada
- Emil Jannings – gimnazjalny profesor Immanuel Rath
- Marlene Dietrich – Lola Lola
- Kurt Gerron – dyrektor trupy i sztukmistrz Kiepert
- Rosa Valetti – Guste, jego żona
- Hans Albers – Hans Mazeppa, siłacz
- Reinhold Bernt – klaun
- Eduard von Winterstein – dyrektor gimnazjum
- Hans Roth – woźny
- Rolf Müller – uczeń Angst
- Roland Varno – uczeń Lohmann
- Carl Balhaus – uczeń Ertzum
- Robert Klein-Lörk – uczeń Goldstaub
- Charles Puffy – właściciel kabaretu
- Wilhelm Diegelmann – kapitan Korath
- Gerhard Bienert – wachmistrz policji
- Ilse Fürstenberg – gospodyni Ratha

## Oceny
| Źródło           | Ocena     |
| ---------------- | --------- |
| AllMovie         | [ 6 ]     |
| Eye for Film     | [ 7 ]     |
| VideoVista       | [ 8 ]     |
| Wirtualna Polska | [ 9 ]     |
| Stopklatka.pl    | pozytywna |
| Kinoskop.pl      | pozytywna |
| Kamera.co.uk     | pozytywna |